# Eirin Maria Kvandal
Eirin Maria Kvandal (12 december 2001) is een Noorse schansspringster.

## Carrière
Kvandal maakte haar wereldbekerdebuut in december 2020 in Ramsau. Op 24 januari 2021 boekte ze in Ljubno, in haar tweede wereldbekerwedstrijd, haar eerste wereldbekerzege.

## Resultaten

### Wereldbeker
Eindklasseringen
| Seizoen   | Algm | RAW |
| --------- | ---- | --- |
| 2020/2021 |      |     |

Wereldbekerzeges
| Datum           | Plaats | Schans |
| --------------- | ------ | ------ |
| 24 januari 2021 | Ljubno | HS94   |